# Râul Mociur
Râul Mociur este un afluent al râului Bega. 

## Hărți
- Harta județului Timiș